# Konrad Kolb

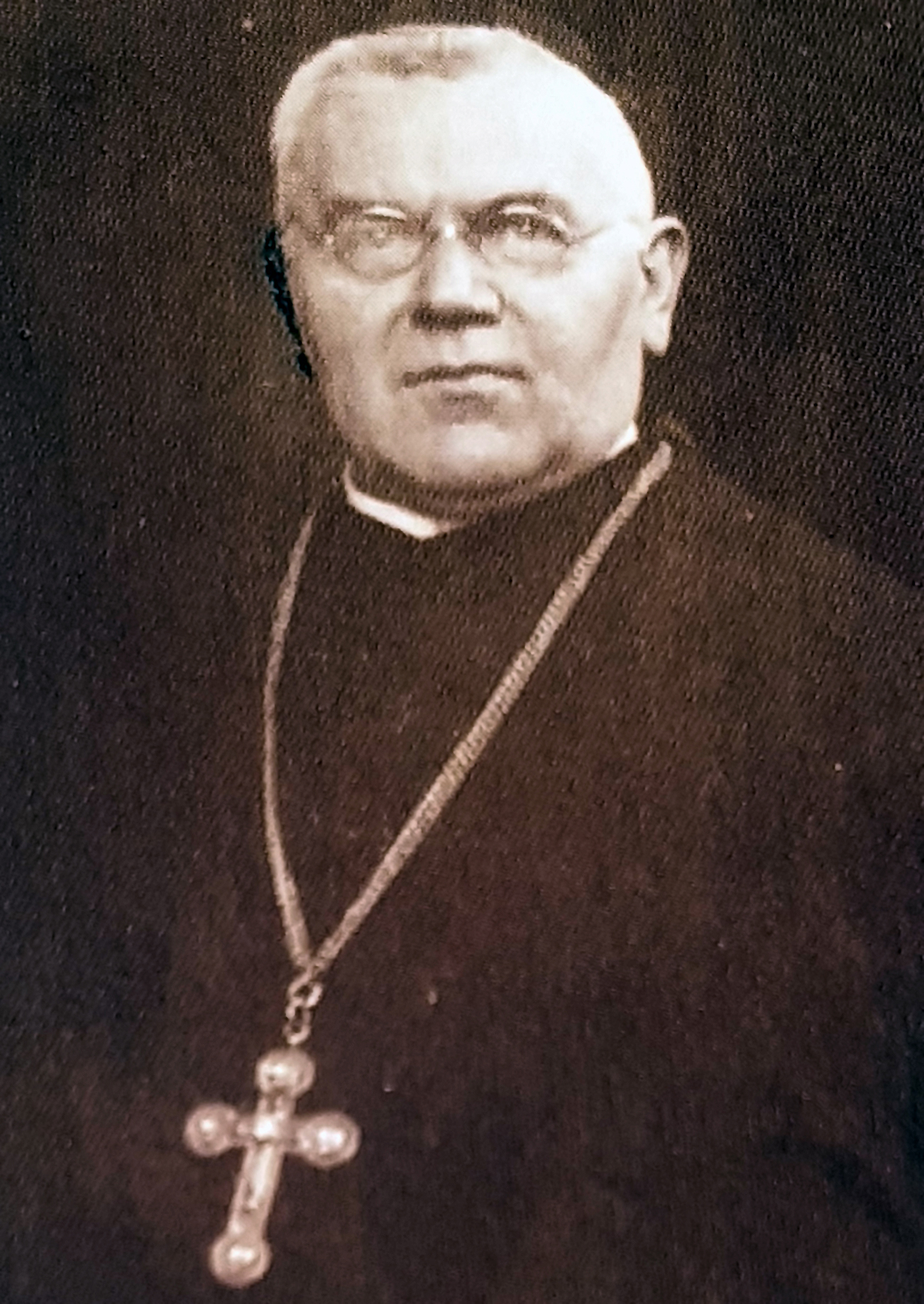
Abt Konrad Kolb

Konrad Kolb SOCist (* 29. April 1852 in Friesenhofen; † 21. Mai 1918 in Dernbach) war ein deutscher Geistlicher, Zisterzienser und Abt der Abtei Marienstatt von 1898 bis 1918.

## Leben
Konrad Kolb besuchte die Klosterschule der Abtei Wettingen-Mehrerau und trat dort 1869 ein. 1874 zum Priester geweiht, war er bis 1877 Lehrer und Subpräfekt an der Klosterschule. Von 1877 bis 1888 war er Hausgeistlicher im Kloster Mariazell-Wurmsbach in der Schweiz. 1888 ernannte ihn Abt Maurus Kalkum zum Cellerar und 1890 zum Bursar und Bibliothekar. 1892 ging er als Beichtvater in die Abtei Eschenbach in der Schweiz, 1896 wieder nach Wurmsbach. 1898 wurde er zum Abt der Abtei Marienstatt gewählt.
Kolb ließ 1909 das neue, noch heute genutzte Bibliotheksgebäude erbauen. 1910 eröffnete er eine Oblatenschule, aus der das heutige Private Gymnasium Marienstatt wurde. 1912 ließ er in der Abteikirche eine neue Orgel einbauen. Im Ersten Weltkrieg stellte er dem Roten Kreuz das Pfortenhaus als Militärerholungsheim zur Verfügung.
Er starb 1918 nach 20-jähriger Regierung.